# アウクシュタイティヤ

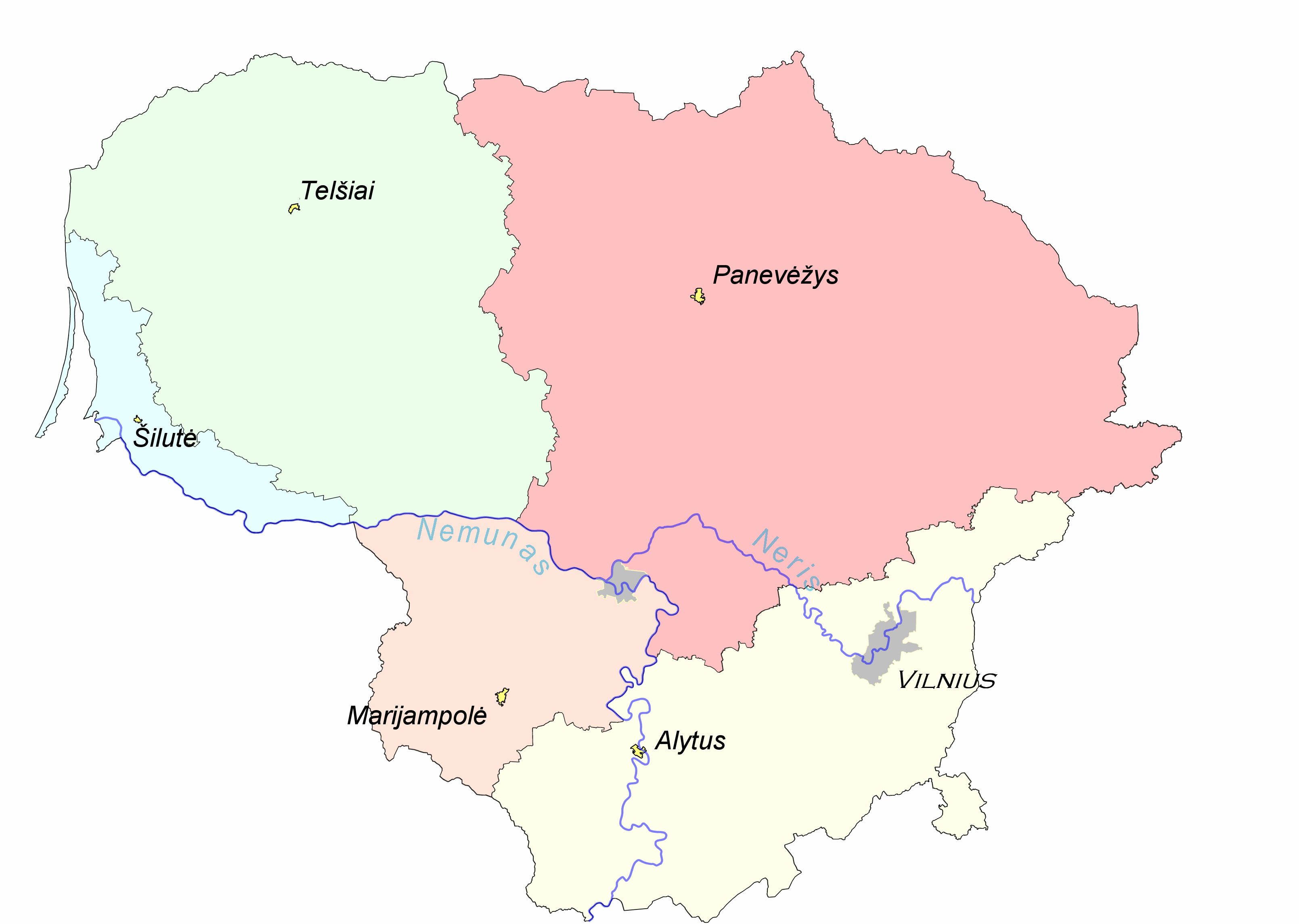
リトアニアの民族誌上の地方区分。赤色の部分がアウクシュタイティヤ地方である。

アウクシュタイティヤ （リトアニア語: Aukštaitija、「高地」の意味）は、リトアニアに5つある民族誌上の地方の一つ。現在のリトアニア北東部にあたる。

## 地理

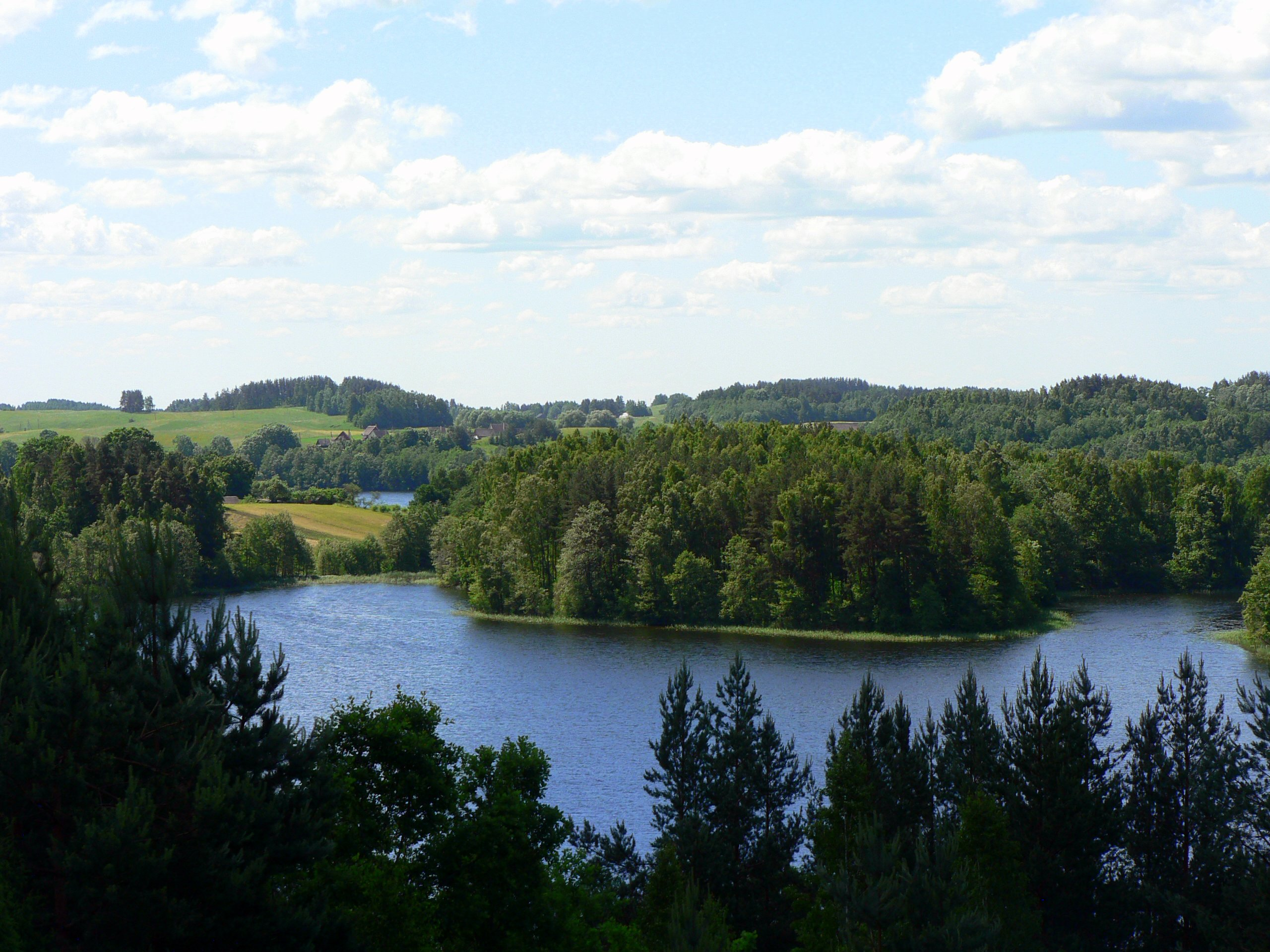
アウクシュタイティヤの景観

アウクシュタイティヤ地方はリトアニア北東部にあたり、その他にラトビアやベラルーシも一部含む。最大の都市は（政治的な意味合いは欠けているが）、100,000人以上の人口があるパネヴェジースである。
- パネヴェジース - 119,749人
- ヨナヴァ - 34,954人
- ウテナ - 33,860人
- ケダイネイ - 32,048人
- ヴィサギナス - 29,554人

このヴィサギナス市はソビエト時代に建設され、主にロシア人やその他のソビエト時代の移住者が暮らす。地理学的な意味においてこの民族誌地方に含まれている
- ウクメルゲ - 28,759人
- ラドヴィリシュキス - 20,339人

アウクシュタイティヤ地方の東部には湖が多い。

## 歴史
歴史的にアウクシュタイティヤ地方は13世紀からリトアニア大公国と一致してきた。その事実上の首都はおそらくケルナヴェであった。1322年のゲディミナスの条約で、アウクシュタイティヤはテラ・エウストイテン（terra Eustoythen、アウクシュタイティヤ人の土地）と名付けられた。アウクシュタイティヤ地方は、1326年頃に書かれた年代記Chronicon terrae Prussiaeでは、アウステキア（Austechia）と記載された。政治的には、13世紀終わりから、ヴィリニュス公国（またはリトアニア大公国）、そしてトラカイ公国の一部を構成していた。15世紀から、トラカイ県（en）とヴィリニュス県（en）がアウクシュタイティヤ地方に相当した。これは政治的、民族的基盤による統合で、リトアニア・プロプリア（en）としても知られた。

## 統計
住民のほとんどが、リトアニア語のアウクシュタイティヤ方言を話す。新たな方言の分類の元で、リトアニア語は2つの方言、アウクシュタイティヤ方言とジェマイティヤ方言とに分けられた。その他のかつての方言は下位方言に分類された。スドヴィア方言とズーキヤ方言も現在アウクシュタイティヤ方言の下位方言とみなされている。特にアウクシュタイティヤで下位方言が話されるのは、アウクシュタイティヤ東部である。
アウクシュタイティヤ東部には少数民族としてのロシア人とベラルーシ人が暮らしており、そこでの方言はロシア語・ベラルーシ語からの外来語が用いられている。しかし方言の使用はリトアニアでは全般的に減少している。

## シンボル
R・リンクナスがデザインしたアウクシュタイティヤの旗と紋章は、2007年3月より公式に用いられている。